# Jaroslav Mathon
Jaroslav Mathon (8. března 1867 Brno – 25. května 1953 Kroměříž) byl český lékař, sběratel a amatérský historik umění.

## Životopis
Narodil se v Brně jako syn pedagoga a politika Františka Mathona. Vystudoval medicínu ve Vídni, mezi léty 1897–1933 byl primářem na chirurgicko-gynekologickém oddělení a ředitelem veřejné nemocnice v Prostějově. Zasloužil se o výstavbu a rozšíření nemocnice a založil protituberkulózní poradnu. Věnoval se historii umění na Prostějovsku. Po odchodu do důchodu odešel do Prahy, později žil v Kroměříži, kde také zemřel. Je po něm pojmenovaná ulice, v níž stojí prostějovská nemocnice.

## Dílo
- Dojmy a profily. Prostějov 1910.
- Jano Köhler a jeho dílo. Olomouc 1948.
- Jarní intermezzo. Prostějov 1916.
- Kroměříž. Praha 1948.
- (společně s Janem Kühndlem): Pernštejnský zámek v Prostějově. Prostějov 1932.
- (společně s Janem Kühndlem): Plumlovský zámek a jeho knížecí architekt. Prostějov 1937.
- Prostějov. Praha 1947.
- Prostějov a okolí ve světle svých historických a uměleckých památek. Prostějov 1924.
- Příspěvek ke studiu krásných madon na Moravě. Prostějov 1931.
- Tvář moravského baroka. Praha 1954.